# Ferdinando Orlandi
Ferdinando Orlandi, psaný také jako Orland nebo Orlando (7. října 1774 Parma – 5. ledna 1848 tamtéž) byl italský hudební skladatel a pedagog.

## Život
Narodil se v Parmě 7. října 1774 (ojediněle se uvádí i rok 1777). Hudbu začal studovat u Gaspare Rugarliho, varhaníka vévodského paláce v Colornu. V roce 1793 vstoupil na Conservatorio della Pietà della Turchini v Neapoli, kde studoval kontrapunkt u Nicoly Saly a Giacomo Tritta. Vrátil se do Parmy a v roce 1799 byl jmenován sbormistrem. Jeho divadelní kariéra začal v roce 1801, kdy byla uvedena v parmském Teatro Ducale opera La pupilla scozzese na libreto Lorenzo da Ponte (stejné libreto zhudebnil v roce 1789 ve Vídni Antonio Salieri).
Roku 1796 bylo Parmské vévodství okupováno francouzskou armádou generála Napoleona Bonaparta a podle smlouvy z Aranjuez roku 1801 neapolský král Ferdinand I. Neapolsko-Sicilský formálně souhlasil s připojením parmského vévodství k Cisalpinské republice. Orlando se proto přestěhoval do Milána, kde byla s velkým úspěchem uvedena v Teatro alla Scala jeho opera Il podestà di Chioggia (Starosta Chioggia). O úspěch se zasloužilo i to, že podle tehdejší publicity šlo o satiru na chování benátských úřadů v době existence tzv. Cisalpinské republiky.
V roce 1822 se přestěhoval do Mnichova, bavorského hlavního města, a následujícího roku ke dvoru Württemberků ve Stuttgartu, kde působil jako kapelník až do roku 1828. V tomto období zkomponoval kantátu věnovanou královně Pavlíně Württemberské.
V roce 1831 se vrátil do Parmy a působil jako učitel zpěvu na Ospizio delle Arti. V listopadu 1835 byl velkovévodkyní Marií Luisou jmenován kapelníkem dvorní kapely a učitelem zpěvu dvorního divadla v Parmě. V roce 1836 byl pověřen založením školy sborového zpěvu, tak však existovala pouze jeden rok. V roce 1837 obdržel od papeže Řehoře XVI. Řád zlaté ostruhy.

## Dílo
Jako operní skladatel zaujímal Orlandi významné místo v období mezi úmrtím Domenica Cimarosy a příchodem Gioachina Rossiniho. Kromě 25 oper zkomponoval však také velké množství chrámové i komorní hudby, kantát a drobnějších vokálních skladeb.
Opery
- La pupilla scozzese (libreto Lorenzo Da Ponte, Parma, Teatro Ducale, 1801)
- Il podestà di Chioggia (komická opera, libreto Angelo Anelli, Milán, Teatro alla Scala, 1801)
- Azemira e Cimene (libreto Gaetano Rossi, Florencie, Teatro della Pergola, 1801)
- Il deputato di Rocca (Teatro San Luca, Benátky, 1801)
- L'amore deluso (Florencie, Teatro della Pergola, 1802)
- L'amor stravagante (libreto Florimondo Ermioneo, Milán, Teatro alla Scala, 1802)
- I furbi alle nozze (komická opera, Teatro del Cocomero, Florencie, 1803)
- L'avaro (komická opera, libretto di Giovanni Bertati, Florencie, Teatro del Cocomero, 1803)
- Il fiore neboli Il matrimonio per svenimento (opera buffa, libreto Giuseppe Maria Foppa, Benátky, Teatro San Benedetto, 1803)
- I furbi alle nozze (Florencie, Teatro del Cocomero, 1803)
- Le nozze chimeriche (libreto Adrante Locrense, Milán, Teatro Carcano, 1804)
- Nino (libreto Ippolito Zanelli, Brescia, Teatro Grande, 1804)
- Le lettere or Il sarto declamatore (libreto Angelo Anelli, Milán, Teatro Carcano, 1804)
- La sposa contrastata (libreto Francesco Saverio Zini, Řím, Teatro Valle, 1804)
- La villanella fortunata (libreto Giovanni Bertati, Turín, 1805)
- I raggiri amorosi (Milán, Teatro alla Scala, 1806)
- Corrado (Turín, Teatro Regio, 1806)
- Pandolfo e Baloardo (libreto Giuseppe Maria Foppa, Benátky, Teatro San Moisè, 1807)
- L'amico dell'uomo (libreto Giuseppe Maria Foppa, Novara, Teatro Nuovo, 1808)
- La donna (dama) soldato (komická opera, libreto Caterino Mazzolà, Milán, Teatro alla Scala, 1808)
- L'uomo benefico (libreto Giuseppe Maria Foppa, Turín, Teatro Regio, 1808)
- Il cicisbeo burlato (komická opera, libreto Angelo Anelli, Milán, Teatro alla Scala, 1812)
- Il qui pro quo (opera buffa, libreto Gaetano Rossi, Milán, Teatro di Santa Radegonda, 1812)
- Amore intraprendente (libreto Giuseppe Maria Foppa, 1812)
- Zulema e Zelima (Benátky, 1813)
- Rodrigo di Valenza (libreto Felice Romani, Turín, Teatro Regio, 1820)
- Fedra (libreto Luigi Romanelli, Padova, Teatro Nuovo, 1820)